# Nord Faisceau
Nord Faisceau ist ein Stadtviertel (französisch: quartier) im Arrondissement Niamey II der Stadt Niamey in Niger.

## Geographie
Nord Faisceau befindet sich an der Nationalstraße 24 im Norden des urbanen Gemeindegebiets von Niamey. Die umliegenden Stadtviertel sind Koira Tagui im Norden, Dan Zama Koira im Osten, Nord Lazaret im Süden und Francophonie im Westen. Das Stadtviertel erstreckt sich über eine Fläche von etwa 104,6 Hektar und liegt wie der gesamte Norden von Niamey in einem Tafelland mit einer weniger als 2,5 Meter tiefen Sandschicht, wodurch nur eine begrenzte Einsickerung möglich ist. Bei starken Regenfällen stehen die Straßen unter Wasser, was zu Verkehrsproblemen führt.

## Geschichte
Das Stadtviertel entstand zu Beginn des 21. Jahrhunderts. Die Stadtverwaltung von Niamey führte im Zeitraum von 2000 bis 2004 hier wie in sieben weiteren Randgebieten Parzellierungen durch und verkaufte die Grundstücke.

## Bevölkerung
Bei der Volkszählung 2012 hatte Nord Faisceau 16.549 Einwohner, die in 2717 Haushalten lebten.